# Podział administracyjny Kościoła katolickiego w Libanie
Podział administracyjny Kościoła katolickiego w Libanie

## Obrządek łaciński
- Wikariat apostolski Bejrutu

## Obrządek maronicki
- Archieparchia Antiljas
- Maronicki patriarchat Antiochii
- Archieparchia Baalbek-Dajr al-Ahmar
- Eparchia Batrun
- Archieparchia Bejrutu
- Eparchia Byblos
- Eparchia Jebbeh–Sarba–Jounieh
- Eparchia Sydonu
- Archieparchia Trypolisu
- Archieparchia Tyru
- Eparchia Zahli

## Obrządek ormiański
- Patriarchat Cylicji
- Archieparchia Bejrutu

## Obrządek syryjski
- Syryjski patriarchat Antiochii
- Diecezja Bejrutu

## Obrządek melchicki
*Metropolia Tyru
- Archidiecezja Tyru
- Archieparchia Banjas
- Archieparchia Sydonu
- Archieparchia Trypolisu Libańskiego

Podległe bezpośrednio patriarsze
- Archidiecezja Bejrutu i Dżubajl
- Archieparchia Zahli i Furzol

## Obrządek chaldejski
- Eparchia Bejrutu (chaldejska)